# 上野精三
上野 精三（うえの せいぞう、1910年- 1987年6月6日）元慶應義塾大学、日本石油野球部監督。1926年（大正15年）、夏の選手権優勝投手（静岡中学）。大学（慶應義塾）、都市対抗（全京城）で投手として活躍。左腕。

## 来歴・人物
1910年に静岡市で生まれる。静岡安西尋常小学校時代に投手経験があり1926年春の選抜からエースで甲子園に出場したが、広陵中学に大敗。静岡中学では、夏へ向けた6月の合宿に、明治大学野球部監督岡田源三郎を招聘し猛練習を重ねた。大会前の下馬評では早実、神港商、高松中、和歌山中、大連商（満州）の評価が高かった。準々決勝では前橋中学との延長19回の接戦を制し、全国大会46イニングを一人で投げ切って、チームを優勝に導いた（優勝時の部員は11人）。静中卒業後は慶大に進学、水原茂、宮武三郎らの強力打線の援護もあり、昭和初期の全盛期の一翼を担った。1931年には、全慶大選手として日米野球に出場。慶大卒業後、全京城に入り都市対抗で活躍。指導者としての才もあり、1947年（昭和22年）慶大監督。その後、1950年から日本石油監督を務め、プロ野球界においても近鉄の技術顧問を務めるなど活躍の場を広げた。1987年6月6日に心不全のため死去。77歳没。